# Roemeens voetbalkampioenschap 1953
1953 was het zestiende seizoen van de Divizia A en het 36ste kampioenschap van Roemenië.

## Eindstand
| Plaats | Team                       | Wed. | W  | G  | V  | Doelpunten | Verschil | Ptn |
| ------ | -------------------------- | ---- | -- | -- | -- | ---------- | -------- | --- |
| 1      | CCA Boekarest (K, B)       | 21   | 11 | 6  | 4  | 27 : 14    | +13      | 28  |
| 2      | Dinamo Boekarest           | 21   | 10 | 5  | 6  | 37 : 29    | +08      | 25  |
| 3      | Flamura Roșie UT Arad      | 21   | 9  | 6  | 6  | 31 : 24    | +07      | 24  |
| 4      | Dinamo Orașul Stalin       | 21   | 7  | 9  | 5  | 35 : 27    | +08      | 23  |
| 5      | Locomotiva Boekarest (N)   | 21   | 5  | 11 | 5  | 23 : 22    | +01      | 21  |
| 6      | Știința Timișoara (N)      | 21   | 6  | 8  | 7  | 19 : 22    | −03      | 20  |
| 7      | Locomotiva Târgu-Mureș     | 21   | 7  | 4  | 10 | 28 : 35    | −07      | 18  |
| 8      | Știința Cluj               | 21   | 7  | 4  | 10 | 24 : 31    | −07      | 18  |
| 9      | Minerul Petroșani 1        | 21   | 6  | 6  | 9  | 23 : 32    | −09      | 18  |
| 10     | Locomotiva Timișoara       | 21   | 4  | 9  | 8  | 14 : 23    | −09      | 17  |
| 11     | Progresul Oradea           | 21   | 5  | 5  | 11 | 19 : 29    | −10      | 15  |
| 12     | CA Câmpulung-Moldovenesc 2 | 11   | 5  | 5  | 1  | 14 : 06    | +08      | 15  |

1 Flacăra Petroșani veranderde zijn naam in Minerul Petroșani.
2 CA Câmpulung-Moldovenesc werd ontbonden na de heenronde.
(K) = verdedigend kampioen, (B) = verdedigend bekerwinnaar, (N) = gepromoveerd
| Kampioen     |
| Bekerwinnaar |
| Nacompetitie |
| Degradatie   |

Progresul Oradea handhaafde zich via de nacompetitie.

### Topschutters
| Naam                    | Club                   | Goals |
| ----------------------- | ---------------------- | ----- |
| Titus Ozon              | Dinamo Boekarest       | 12    |
| Desideriu Józsi         | Locomotiva Târgu-Mureș | 10    |
| Iuliu Farkas            | Minerul Petroșani      | 9     |
| Gheorghe Váczi          | Flamura Roșie UT Arad  | 9     |
| Vichentie Birău         | Dinamo Orașul Stalin   | 8     |
| Dumitru Nicolae Nicușor | Dinamo Boekarest       | 8     |